# Lago Wollaston
El lago Wollaston (del inglés: 'Wollaston Lake') es un gran lago canadiense que se encuentra en el noreste de la provincia de Saskatchewan. Con una superficie de 2.286 km² (sin contar las islas, 2.681 km² considerando su superficie incluida), es el mayor lago del mundo que drena en forma natural en dos direcciones: el río Fond du Lac sale del lago al noroeste, donde desemboca en el lago Athabasca, que finalmente desemboca en el océano Ártico a través del sistema del río Mackenzie; y a su vez, el río Cochrane sale de la parte noreste del lago y desagua en el  lago Reindeer, que drena a través del sistema del río Churchill en la bahía de Hudson.
El único asentamiento en sus orillas se llama también Wollaston Lake y cuenta con una población de alrededor de 800 personas, de la que una cuarta parte son miembros del Lac La Hache Indian Band.  El acceso al lago se realiza por una pista de aterrizaje de la comunidad (Wollaston Lake Airport) y por una carretera abierta todo el año, la carretera 905 a La Ronge. Esta carretera pasa por el lado occidental del lago, mientras que la comunidad de Wollaston Lake, está situado en el lado oriental, pero el lago se puede atravesar por una carretera de invierno, cuando el lago está helado (de noviembre a junio) y por barcazas cuando no lo está. El servicio aéreo también preste acceso a  Points North Landing, un centro de servicio para las cercanas minas de uranio.  Esta industria da empleo a residentes locales, pero éstos han expresado su preocupación por la posible contaminación del lago.

## Historia
El lago Wollaston fue descubierto por el explorador Peter Fidler hacia 1800 y fue utilizado por los comerciantes de pieles como enlace entre las cuencas hidrográficas del río Churchill y del río Mackenzie. En 1821, el explorador John Franklin bautizó el lago en honor de William Hyde Wollaston (1776–1828), un químico y físico inglés.

## Especies de peces
Las principales especies de peces que se encuentran en el lago son el lucioperca, la perca amarilla, el lucio, la trucha de lago, el tímalo ártico, el corégono de lago, el cisco, la lota lota, el white sucker y el ongnose sucker.
Los efluentes tratados de la mina de uranio de Rabbit Lake, que deaguan en el lago Rabbit, se liberan en Hidden Bay en la parte suroeste del lago.